# Melanargia leucomelas
Melanargia leucomelas är en fjärilsart som beskrevs av Eugen Johann Christoph Esper 1782. Melanargia leucomelas ingår i släktet Melanargia och familjen praktfjärilar. Inga underarter finns listade i Catalogue of Life.